# أياكس أمستردام موسم 2019–20
كان موسم 2019–20 هو الموسم الـ120 لنادي أياكس والموسم الـ64 على التوالي للنادي في الدوري الهولندي. شارك أياكس في الدوري الهولندي، وكأس هولندا، ودوري أبطال أوروبا، والدوري الأوروبي، ودرع يوهان كرويف.